# Ilija Vučetić
Ilija Vučetić (en serbe cyrillique : Илија Вучетић ; né à Novi Sad le 25 juillet 1844 et mort à Budapest le 23 juillet 1904) est une personnalité politique, écrivain, journaliste et juriste serbe de l'empire d'Autriche et de l'Autriche-Hongrie.

## Biographie
Ilija Vučetić a obtenu un doctorat en droit à Vienne en 1872. Il est ensuite devenu un membre actif de l'Union des jeunesses serbes (sr) (Ujedinjena omladina srpska). Il a été l'un des piliers du Parti populaire de Svetozar Miletić et, après la dissolution de ce parti, l'un des chefs du Parti populaire libéral.
Sur le plan littéraire, il a traduit en serbe le roman Fumée d'Ivan Tourgueniev et a entretenu une correspondance chaleureuse avec l'auteur ; la préface de sa traduction constitue un manifeste de l'école réaliste de la littérature serbe.
Ilija Vučetić est enterré dans le cimetière d'Almaš à Novi Sad. Son monument funéraire figure dans un ensemble de tombes de personnalités liées à l'histoire de Novi Sad, Petrovaradin, Sremski Karlovci et Sremska Kamenica, inscrit sur la liste des monuments culturels protégés de la République de Serbie (identifiant n° SK 1592).